# Rów Volcano
Rów Volcano – rów oceaniczny położony na Oceanie Spokojnym, pomiędzy rowem Mariańskim na południu i rowem Bonin na północy. Ciągnie się z północnego zachodu na południowy wschód, na wschód od wysp Volcano (Kazan) należących do Japonii, na długości około 550 kilometrów. Osiąga głębokości do 9156 metrów.